# DSVII
DSVII (abreviação de Digital Shades Vol. II) é o oitavo álbum de estúdio da banda francesa de eletrônica e shoegaze M83. Lançado em 20 de setembro de 2019 através da Naïve e Mute Records, é uma sequência do álbum Digital Shades Vol. 1 lançado em setembro de 2007. Anthony Gonzales gravou o álbum entre 2017 e 2018 utilizando somente equipamentos analógicos, com sessões em seu estúdio em Los Angeles e no do produtor Justin Meldal-Johnsen em Glendale, Califórnia.
A ideia do álbum, segundo Gonzales, surgiu enquanto ele jogava jogos eletrônicos da década de 1980 em Cap d'Antibes, França, chamando os "jogos old-school" de "inocentes e tocantes" e de "simples e imperfeitos". Além da trilha sonora desses jogos, o músico foi muito inspirado em trilhas de filmes de ficção científica daquela década, bem como pela música feita com sintetizador de Suzanne Ciani, Mort Garson, Brian Eno e John Carpenter.
Para promover seu lançamento, a banda produziu o filme Extazus, dirigido por Bertrand Mandico e dividido em três vídeos disponibilizados no YouTube, cada qual apresentando uma música: o primeiro foi publicado no dia 5 de setembro e apresenta o single "Temple Of Sorrow"; o segundo foi publicado em 12 de setembro e apresenta "Lune De Fiel" e o último foi disponibilizado dia 19 de setembro, véspera do lançamento de DSVII, e contém a música "Feelings".

## Trilha Sonora
| N.º            | Título                          | Duração |  |
| 1.             | "Hell Riders"                   | 6:47    |  |
| 2.             | "A Bit of Sweetness"            | 3:36    |  |
| 3.             | "Goodbye Captain Lee"           | 2:25    |  |
| 4.             | "Colonies"                      | 4:37    |  |
| 5.             | "Meet the Friends"              | 3:02    |  |
| 6.             | "Feelings"                      | 3:55    |  |
| 7.             | "A Word of Wisdom"              | 1:42    |  |
| 8.             | "Lune de Fiel"                  | 3:43    |  |
| 9.             | "Jeux d'enfants"                | 2:08    |  |
| 10.            | "A Taste of the Dusk"           | 3:51    |  |
| 11.            | "Lunar Son"                     | 2:45    |  |
| 12.            | "Oh Yes You're There, Everyday" | 5:05    |  |
| 13.            | "Mirage"                        | 2:46    |  |
| 14.            | "Taifun Glory"                  | 3:14    |  |
| 15.            | "Temple of Sorrow"              | 7:04    |  |
| Duração total: | Duração total:                  | 56:40   |  |